# Chcebuz (zámek)
Chcebuz je zřícenina zámku a hospodářského dvora ve stejnojmenné vesnici u Štětí v okrese Litoměřice. Vznikla přestavbou a postupným rozšiřováním gotické tvrze. Zámek byl ve druhé polovině dvacátého století nevhodně upravován, a část se dokonce zřítila. Dvůr je chráněn jako kulturní památka.

## Historie
Počátky panských sídel ve Chcebuzi jsou nejasné, protože vesnice byla rozdělena mezi více majitelů a historické listiny neumožňují rozpoznat dobu jejich vzniku. První písemná zmínka o tvrzi pochází z roku 1544. Patřila Kaplířům ze Sulevic, kteří byli majiteli části vesnice nejméně od roku 1485 a postupně se jim podařilo do svého držení získat díly ostatních vlastníků.
Brzy po roce 1544 byla tvrz přestavěna v renesančním slohu. Kaplířům vesnice patřila až do roku 1628, kdy ji koupil Kašpar Mikuláš Belvic z Nostvic. Ještě předtím se však Oldřich Kaplíř zúčastnil stavovského povstání, za což bylo svobodné panství změněno v manství, ze kterého se musel roku 1623 za čtyři tisíce kop míšeňských grošů vykoupit. Kašpar Belvic nedokázal zadlužené panství udržet, a nakonec ho roku 1644 prodal Jakubu Vilému Knoblochovi na Mastířovicích. Ten nedokázal zaplatit včas, a proto panství koupila Dorota Kunšová, rozená Kaplířová. Po ní je zdědil syn Felix Kuneš z Lukovce a po jeho smrti manželka Kateřina, která Chcebuz prodala roku 1683 za 66 500 zlatých hraběnce Matyldě Pachtové z Rájova. Její syn Karel Daniel Pachta z Rájova nechal dvůr s tvrzí obnovit, ale když zemřel, převzal panství bratr Jáchym Pachta a připojil je k Liběchovu. Zámek byl sice barokně upraven, ale až do roku 1945 sloužil pouze úředníkům. Státní statek, který v areálu hospodařil po roce 1945, upravil budovu na kanceláře a garáže.

## Stavební podoba

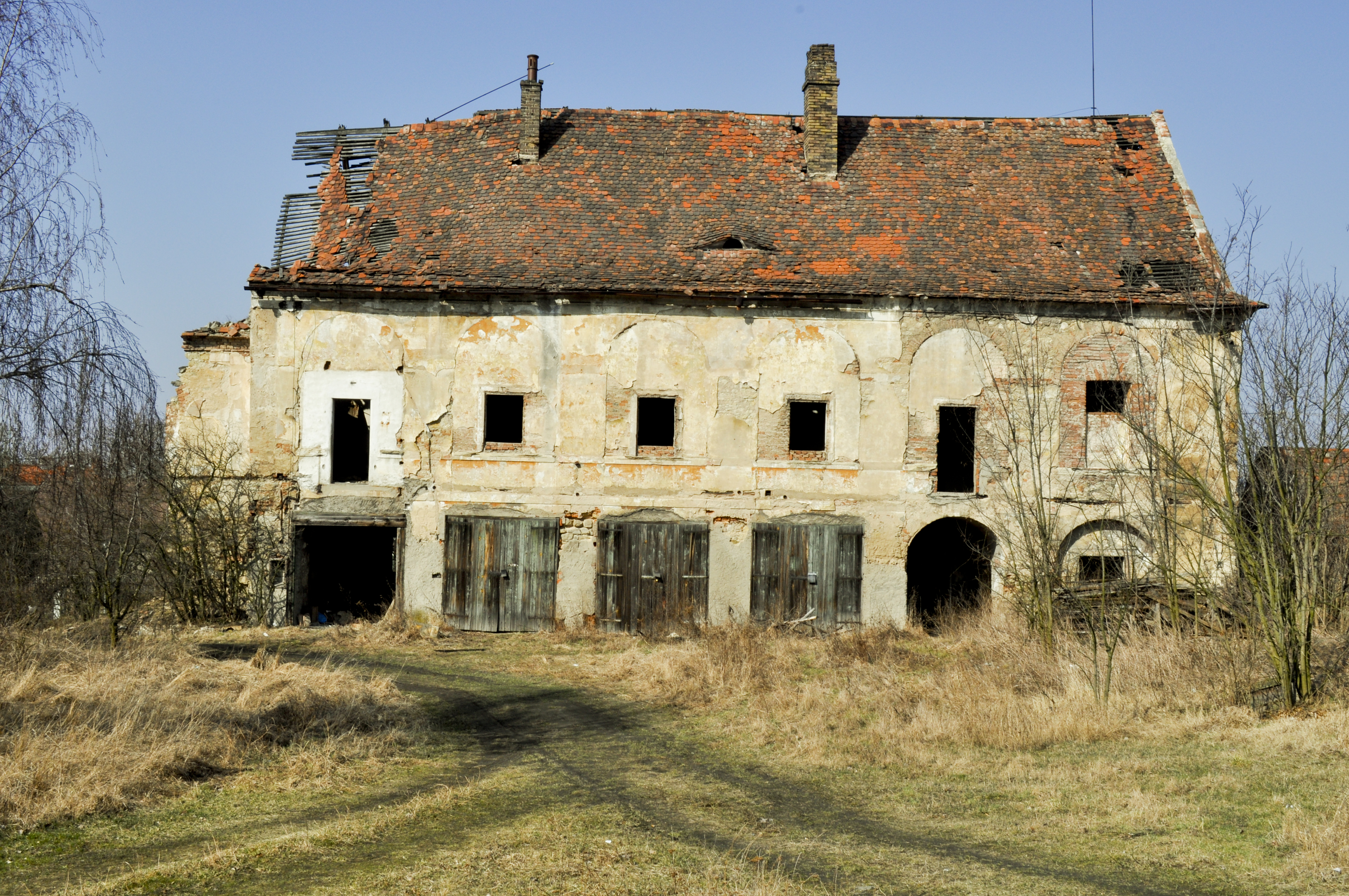
Barokní budova se zazděnými arkádami

Jednopatrová renesanční tvrz stála v jihozápadním nároží dvora a měla obdélný půdorys s rozměry 6 × 12 metrů. Místnosti v přízemí byly zaklenuté valenými a hřebínkovými klenbami. Budova se i s mladší spojovací přístavbou zřítila ve druhé polovině dvacátého století. V navazujícím křídle později vznikla patrová barokní budova s půdorysem o rozměrech 12 × 23 metrů. Obě její patra se do nádvoří otevírala arkádami o šesti obloucích. Při stavebních úpravách po roce 1945 byly arkády zazděny a v přízemí zničeny úpravou na garáže.